# 200-я танковая бригада
200-я танковая бригада — танковая бригада РККА времён Великой Отечественной войны.

## История формирования
Сформирована 31 марта 1942 года во Владимире по штату отдельной танковой бригады № 010/345 от 16 февраля 1942 г.
Состав бригады, к началу боевых действий:
- Управление бригады
- Рота управления
  - разведывательный взвод
  - взвод связи
  - сапёрный взвод
  - комендантский взвод
- 191-й отдельный танковый батальон
- 192-й отдельный танковый батальон
- Мотострелково-пулемётный батальон
- Истребительно-противотанковая артиллерийская батарея
- Зенитная батарея
- Рота технического обеспечения
- Медико-санитарный взвод

## Боевой путь
В составе 6-го танкового корпуса принимала участие в боевых действиях:
- с 11.05.1942 по 01.02.1943 (Западный фронт — Первая Ржевско-Сычёвская операция, операция «Марс»)
- с 12.02.1943 по 12.03.1943
- с 28.04.1943 по 19.09.1943 (Курская битва)

### Первая Ржевско-Сычёвская операция
Согласно плану операции, 200-я танковая бригада в составе 6-го танкового корпуса должна была наступать на стыке между 31-й и 20-й армий, развивая их успех. Помимо 6-го танкового корпуса, во фронтовую подвижную группу вошли 8-й танковый и 2-й гвардейский кавалерийский корпуса. К 20 июля 1942 года личный состав и вся материальная часть были сосредоточены в районе севернее станции Шаховская.
Приказ о наступлении был отдан 31 июля. 2 августа части 6-го танкового корпуса сосредоточились на исходных позициях. Однако началу наступления помешали два фактора:
- из-за ливней уровень воды в реке Дёрже, по которой проходила линия фронта на участке прорыва, резко повысился. Потоком были сорваны два из четырёх мостов, а глубина бродов, составлявшая обычно 40-70 см, увеличилась до 2-2,5 м, сделав их непроходимыми. В негодность пришли также и грунтовые дороги.
- результаты боевых действий Калининского фронта, перешедшего в наступление 30 июля, оказались скромными, особенно на стыке с 31-й армией.

Учитывая это, командование Западного фронта по согласованию со Ставкой ВГК перенесло начало наступления 31-й и 20-й армий на утро 4 августа. Соответственно отодвигался и ввод в прорыв 6-го танкового корпуса, как и всей фронтовой подвижной группы.
С началом наступления фронта 4 августа подвижные группы обеих наступающих армий переправились через реку Дёржу и, не встречая сопротивления, вошли в прорыв. Оборонявшиеся 161-я пехотная и 36-й моторизованная дивизии противника понесли большие потери из-за мощной артподготовки и отошли.
200-я танковая бригада с истребительно-противотанковым полком выступала в первом эшелоне 6-го танкового корпуса по маршруту к населённым пунктам Зеновское и Засухино (не существующие ныне деревни в Зубцовском районе Тверской области), имея во втором 22-ю танковую бригаду. Однако из-за действий авиации противника и несвоевременного ремонта все переправы через реку Дёржа оказались разбитыми. Первые части корпуса были переправлены на другой берег только днём 5 августа. Во второй половине дня 6 августа передовой отряд 200-й танковой бригады совместно с частью сил 923-го стрелкового полка дивизии полковника Городовикова вступил в бой с частями 161-й пехотной дивизии, противостоявшей левому флангу 31-й и правому флангу 20-й армий. Немцы были выбиты из Буконтово (не существующая ныне деревня неподалёку от Золотилово), и части корпуса вышли на восточный берег реки Вазузы. Другая часть сил 200-й танковой бригады совместно с частями 88-й стрелковой дивизии 31-й армии заняла опорный пункт Кошелёво.
Форсировав реку Вазузу, 200-я танковая бригада совместно с 6-й мотострелковой бригадой захватили плацдарм на западном берегу. Однако наступление на Гредякино, Щеколдино и Кортнево захлебнулось из-за контратаки подошедших частей 5-й танковой и 253-й пехотной дивизий противника. 6-9 августа завязались встречные бои: противник стремился выбить советские части с плацдарма, а фронтовая подвижная группа, в свою очередь, — выбить немцев из села Гредякино.
9 августа из состава фронтовой подвижной группы был выведен 8-й танковый корпус в подчинение 20-й армии, наступавшей на кармановском направлении. Вследствие этого в ударной группировке, наступавшей на Сычёвку, остался один танковый корпус — 6-й. Ему предписывалось совместно с 251-й стрелковой дивизией наступать дальше, расширяя плацдарм. В течение 10-18 августа наступление успеха не имело. С 19 по 22 августа противник, напротив, сам перешёл в наступление, потеснив советские позиции.
24 августа 6-й танковый корпус передал участок на плацдарме к западу от реки Вазузы 251-й стрелковой дивизии и выведен в район Васютники — Коротово для наступления в районе реки Гжати, западнее Карманова. Танки корпуса предполагалось использовать для непосредственной поддержки пехоты (331-я и 354-я стрелковые дивизии 20-й армии).
2 сентября 200-я танковая бригада наступала во втором эшелоне 6-го танкого корпуса, который прорвал первую и вторую позиции обороны. Танкисты корпуса уничтожили свыше 1400 солдат и офицеров, 4 самолёта, 10 танков, 4 миномётные батареи и 32 противотанковых орудия. Однако советским войскам закрепиться на достигнутом рубеже не удалось, и понеся значительные потери в личном составе и материальной части, 4 сентября части 6-го танкового корпуса были отведены на исходные позиции. Корпус был выведен из боя и переброшен под Зубцов, в полосу 31-й армии для предотвращения прорыва противника на этом направлении.
9 сентября в ходе наступления войск 31-й армии танки корпуса были введены в бой для завершения прорыва обороны противника, с которым не справились 164-я и 118-я стрелковые дивизии. Ввиду понесённых корпусом больших потерь, 12 сентября он был выведен в резерв фронта.

### Операция «Марс»
10 октября поступила директива фронта на продолжение Ржевско-Сычевской наступательной операции. 6-й танковый корпус включался в состав подвижной группы, в которую вошли также 2-й гвардейский кавалерийский корпус и 1-я самокатно-мотоциклетная бригада. Корпусу в полосе 20-й армии снова предстояло форсировать реку Вазузу, но теперь в районе севернее населённого пункта Хлепень, а затем наступать на ту самую Сычёвку, к которой войска Западного фронта не смогли прорваться в августе.
В октябре-ноябре проводилась боевая подготовка личного состава, прибыло пополнение, были отремонтированы участвовавшие в боях танки, поступила новая техника. Доля Т-34 в частях и соединениях корпуса достигла 50 %. Так, на 24 ноября 1942 в 200-й танковой бригаде было 63 танка, в том числе: 44 Т-34, 15 Т-70 и 4 Т-60.
Рубеж за рекой Вазуза обороняли 102-я пехотная дивизия (северный участок), доукомлектованная 5-я танковая, а также 78-я пехотная дивизии противника (южный участок). Наиболее укреплённой была полоса предстоявшего наступления подвижной группы, тянувшаяся от Кортнева до населённого пункта Хлепень.
6-му танковому корпусу была поставлена задача:

6-му танковому корпусу с 1-й самокатно-мотоциклетной бригадой из района Григорьево, Тимонино, Зеваловка нанести удар в направлении Вязовка, Барсуки, Колодня с задачей во взаимодействии с 20-й армией ударом с юго-запада овладеть Сычёвкой и не допустить подхода к Сычёвке резервов противника… В ночь перед атакой выйти на р. Вазузу.
— из директивы Западного фронта
26 ноября после артподготовки прорыв обороны противника начали стрелковые дивизии 20-й армии. Из-за сильного снегопада эффективность артподготовки была значительно снижена, и оборона была прорвана лишь в центре полосы наступления, на рубеже Зеваловка — Пруды. В середине 26 ноября 200-я танковая бригада введёна в бой для прорыва обороны противника юго-восточнее деревни Кузнечихи. Остальные соединения корпуса поддержали наступление на соседних участках. 200-я танковая бригада в течение дня овладела Гринёвкой. При этом потери 6-го танкового корпуса в целом составили до 50 % личного состава и танков.
28 ноября 6-й танковый корпус оставшимися силами снова перешёл в наступление. К ночи 200-я и 22-я танковые бригады с частью сил 6-й мотострелковой бригады, сломив сопротивление противника, прорвались на запад, перерезали железную дорогу Ржев — Сычёвка и достигли населённых пунктов Соустово, Ложки, Азарово, Никишино и Филиппово. Вместе с ними сюда вышли 1-я самокатно-мотоциклетная бригада и часть сил 2-го гвардейского кавалерийского корпуса.
Но на этом продвижение советских войск и закончилось. У населённых пунктов Соустово и Азарово советские части были встречены подошедшими вражескими танками с пехотой, а с севера и с юга по флангам и в тыл прорвавшейся советской группировке нанесли войска 27-го армейского корпуса и части 39-го танкового корпуса противника, соответственно. Части 6-го танкового, 2-го гвардейского кавалерийского корпусов и 1-й самокатно-мотоциклетной бригады оказались отрезанными от остальных наступающих войск Западного фронта. Были исчерпаны запасы продовольствия, кончались боеприпасы и горючее. Была предпринята попытка организовать снабжение окружённых, но она не увенчалась успехом.

В ночь на 29 ноября перебросить тылы не удалось. Сами на танках перебрались к своим в лес, что юго-западнее Ложки. У личного состава продукты кончились, горючее и боеприпасы на исходе. Прошу ускорить расчистку проходов для тылов или подать необходимое воздухом. Части захватили большие трофеи, в том числе самолёт.
Гришин.
— из донесения бригадного комиссара П. Г. Гришина Военному совету Западного фронта, утро 29 ноября 1942 года
По приказу командующего фронтом окружённые части на рассвете 30 ноября предприняли попытку прорыва кольца в районе деревни Малое Кропотово. Одновременно был нанесён деблокирующий удар войск 20-й армии, наступавших с востока. Но пробиться к названной деревне удалось лишь окружённым, которые удерживали её до 16 часов. После чего командование 6-го танкового корпуса приняло решение оставить эту деревню и пробиваться из окружения севернее, в направлении Большое Кропотово.
В ночь на 30 ноября окружённые советские части нанесли удар на северо-восток. Одновременно им навстречу из района Большое Кропотово наступали части 100-й танковой бригады с пехотой. В ночном бою советские войска понесли тяжёлые потери, в числе других были убиты командиры 200-й танковой и 6-й мотострелковой бригад Герой Советского Союза подполковник В. П. Винокуров и старший батальонный комиссар Е. Ф. Рыбалко. Тем не менее, к утру 30 ноября прорыв был завершён. Ликвидация отдельных советских частей, оказавшихся в окружении в районах прорывов, продолжалась до конца декабря.

27-й армейский корпус… Во время вражеской атаки западнее Большое Кропотово, предпринятой во взаимодействии с окружённой группой противника, последняя пробилась через заслон на восток.
— из документов штаба группы армий «Центр»
С 25 ноября по 1 декабря 1942 года 200-я танковая бригада потеряла безвозвратно 176 солдат и офицеров (из них 67 убито и 109 пропало без вести).
Остатки 6-го танкового корпуса после выхода его частей из окружения были выведены в район Буконтово — Козлово — Гребёнкино, где он в течение 10 дней доукомплектовывался. Так, 200-я танковая бригада к 15 часам 11 декабря получила 23 танка.
В тот же день 11 декабря бригада в составе 6-го танкового корпуса была направлена на передовую с задачей прорвать совместно со стрелковыми войсками 20-й армии оборону противника в том же направлении, что и в конце ноября (на участке Большое Кропотово — Малое Кропотово), и вывести пехоту на рубеж Ложки — Белохвостово. В дальнейшем корпус должен был во взаимодействии с 2-м гвардейским кавалерийским корпусом выйти в леса южнее Макруши в готовности для действий в северо-западном направлении.
Наступление не имело успеха, так как осуществлялось меньшими силами, а противник подтянул резервы, в том числе 9-ю танковую дивизию. К 1 января 1943 года фронт на этом участке стабилизовался, и корпус был вновь выведен в район станции Шаховская.

### Курская битва
В ходе Курской битвы 200-я танковая бригада принимала участие в отражении удара 11-я танковой и 332-я пехотной немецких дивизии на обоняньском направлении. Согласно боевому приказу командующего 1-й танковой армией 200-я танковая бригада выдвигалась для прикрытия района восточно окраины села Верхопенье с целью не допустить прорыва противника на Обоянь:

1. Противник в составе до шести танковых и трёх пехотных дивизий, нанося главный удар в общем направлении на Обоянь, к исходу дня 7.7.43 вышел на рубеж Луханино, Красная Дубрава, урочище Сухая, Большие Маячки, восточная окраина Грезное.
2. Командиру 6-го танкового корпуса:
а) силами 6-й мотострелковой бригады и одной танковой роты занять оборону на рубеже Чапаев, Раково, Шепелевка. Задача: не допустить прорыва противника в северном направлении;
б) 200-ю танковую бригаду без одной танковой роты к рассвету 8.7.43 вывести в район восточная окраина Верхопенье и западная часть МТС, далее на восток, обеспечив дорогу, идущую из Верхопенье на Обояньское шоссе (исключительно высота 242,1). Задача: не допустить прорыва противника на Обоянь;
в) 22-ю танковую бригаду после сдачи участка 6-й мотострелковой бригаде к утру 8.7.43 сосредоточить в урочище Толстое…
3. Слева на рубеже (исключительно) Луханино, Сырцево, урочище Щенячий, (исключительно) Красная Поляна — части 3-го механизированного корпуса со 112-й танковой бригадой
— Гетман А.Л. Танки идут на Берлин. С. 97 со ссылкой на Архив МО СССР, ф. 676, оп. 20761, д. 24, л. 12.
На 6 июля 1943 в бригаде было 53 танка, в том числе: 44 Т-34, 5 Т-70 и 4 Т-60.
8 июля 1943 года 200-я танковая бригада сдерживала натиск превосходящих сил противника в районе Верхопенья. Удары наносились на узком фронте, что позволяло противнику усиливать численное превосходство. Под удар попал крайний левый фланг 200-й танковой бригады, где оборонялся танковый взвод под командованием лейтенанта М. К. Замулы. Бои продолжались 8-9 июля, закончившись отходом противника на прежние позиции. Очередное наступление на позиции бригады было предпринято 10 июля. Немецкие войска прорвали оборону и были остановлены в тылу при содействии подоспевших частей 10-го танкового корпуса, выдвинутого из резерва фронта.
В течение ночи на 11 июля остатки бригады были отведены во второй эшелон 6-го танкового корпуса, занявшего новые позиции на рубеже урочище Кузнецово — село Новенькое — урочище Челноково. В этот раз положение обороняющихся было осложнено сильными потерями в предыдущих боях, а также тем, что корпус оборонялся не на заранее оборудованном рубеже, а позиции были подготовлены наспех. Угрожающая обстановка сложилась на левом фланге, где оборонялась 22-я танковая бригада. Танки прорвались к командному пункту бригады, и в бой была введена 200-я бригада из второго эшелона. Во второй половине дня по приказу командующего 1-й танковой армией части корпуса под прикрытием арьергардов отошли сначала к урочищу Суходол, а к вечеру — на западный берег ручья, где и заняли рубеж в боевых порядках 184-й стрелковой дивизии 40-й армии.
Вечером 12 июля командующий 1-й танковой армией поставил 6-му танковому корпуса задачу выдвинуться на рубеж в район урочище Толстое — Красный Узлив — урочище Плотовое, с которого предстояло развивать успех 5-го и 10-го танковых корпусов в направлениях Раково, Сырцево, Верхопенье. К 5 часам 13 июля части корпуса сосредоточились в указанном районе, однако вскоре получили приказ перейти к обороне. С утра 14 июля позиции корпуса были атакованы немцами. Бои продолжались до 15 июля. 16 июля противник начал отход.
По данным советской стороны, за десять дней оборонительных боёв с 6 по 16 июля 6-й танковый корпус уничтожил 9935 солдат и офицеров противника, 409 танков, в том числе 127 «тигров», 14 самолётов и 81 артиллерийское орудие. Многие воины 200-й танковой бригады были награждены орденами и медалями. Потери бригады составили 110 человек убитых и пропавших без вести (из них — 19 офицеров).
Приказом НКО № 306 от 23 октября 1943 бригада переформирована в 45-ю гвардейскую танковую бригаду.

## Командование бригады

### Командиры бригады
- с 22.02.1942 по 28.05.1942 — полковник Москвин Иван Григорьевич
- с 28.05.1942 — 30.11.1942 — подполковник Винокуров, Вячеслав Петрович
- с 16.12.1942 по 22.12.1942 — подполковник Доропей Сергей Клементьевич
- с 23.12.1942 по 01.02.1943 — майор Колесников Семён Гаврилович
- с 22.02.1943 по 23.10.1943 — полковник Моргунов, Николай Викторович[2].

### Начальники штаба бригады
- с 22.02.1942 по 12.10.1942 — майор Удальцов Алексей Иванович
- с 12.10.1942 по 16.12.1942 — подполковник Кошелев Иван Андреевич
- с 30.01.1943 по 23.10.1943 —  майор, подполковник Попов-Введенский Владимир Николаевич

## Герои Советского Союза
- Замула, Михаил Кузьмич (1914—1984) — лейтенант, командир танкового взвода.
- Кобзарь, Яков Трофимович (1918—1943) — старший лейтенант, командир танковой роты 191-го отдельного танкового батальона.